# Ixopo
Ixopo, ehemals Stuartstown, ist eine Stadt in der Gemeinde Ubuhlebezwe in Südafrika und Sitz der Gemeindeverwaltung. Sie liegt in 900 Metern Höhe am Ufer des Mkhomazi River. 2011 hatte sie 12.461 Einwohner. Die nächstgelegenen Städte sind Scottburgh (96 Kilometer entfernt) und Pietermaritzburg (86 Kilometer entfernt). Gegründet wurde die Stadt 1878 als Stuartstown, benannt nach J. Stuart, einem bekannten Magistrat.
Der heutige Name Ixopo entstand aus dem isiZulu-Wort eXopo. Dieses beschreibt das schmatzende Geräusch, welches Kühe, die abends durch den Fluss getrieben werden, mit ihren Hufen im Schlamm erzeugen.
Bekannt wurde die Stadt durch das Buch Cry the Beloved Country (deutscher Titel: Denn sie sollen getröstet werden) des Schriftstellers Alan Stewart Paton. In diesem Buch ist auch die Schmalspurbahn Umzinto–Donnybrook erwähnt, welche von Umzinto über Ixopo nach Donnybrook verläuft. Es wird die Aussicht vom Bahnhof Carisbrooke an der Stichbahn nach Madonela beschrieben, die von der Patons Country Narrow Gauge Railway als Museumsbahn betrieben wird.

## Persönlichkeiten
- Eustace Fannin (1915–1997), Tennisspieler
- Paul Themba Mngoma (1941–2005), römisch-katholischer Geistlicher und Bischof von Mariannhill
- Thulani Victor Mbuyisa (* 1973), römisch-katholischer Ordensgeistlicher, Bischof von Kokstad
- Bongeka Gamede (* 1999), Fußballspielerin